# Lauren Roets
Lauren Roets, née le 9 novembre 1987 en Afrique du Sud,  est une nageuse sud-africaine.

## Carrière
Aux Jeux africains de 2003 à Abuja, Lauren Roets est médaillée d'or des 50, 100 et du 200 mètres nage libre ainsi que des relais 4 x 100 mètres nage libre, 4 x 200 mètres nage libre et 4 x 100 mètres quatre nages.
Elle participe ensuite aux Jeux du Commonwealth de la jeunesse de 2004 à Bendigo, obtenant quatre médailles d'or, sur 50 et 100 mètres nage libre ainsi que sur les relais 4 x 100 mètres nage libre et 4 x 100 mètres quatre nages, et une médaille de bronze sur le relais 4 x 200 mètres nage libre.